# Santiago Arzamendia
Santiago Daniel Arzamendia Duarte (Wanda, 5 mei 1998) is een Paraguayaans-Argentijns voetballer die doorgaans speelt als linksback. In juli 2024 verruilde hij Cádiz voor Estudiantes. Arzamendia debuteerde in 2019 in het Paraguayaans voetbalelftal.

## Clubcarrière
Arzamendia doorliep in de jeugdopleiding van Cerro Porteño, waar hij op 9 juli 2015 zijn debuut maakte. Op die dag werd door een doelpunt van Félix Gustavo Romero met 1–0 verloren van Deportivo Capiatá. De linksback mocht in de basis beginnen en werd in de rust door coach Roberto Torres naar de kant gehaald ten faveure van Sergio Díaz. Zijn eerste treffer volgde op 17 februari 2018. Op die dag opende hij thuis tegen Sol de América twee minuten na rust de score. Uiteindelijk werd het 2–0 door nog een doelpunt van Óscar Ruiz. In de zomer van 2021 maakte Arzamendia voor een bedrag van circa twee miljoen euro de overstap naar Cádiz, waar hij zijn handtekening zette onder een verbintenis voor de duur van vier seizoenen. Medio 2023 huurde zijn oude club Cerro Porteño hem voor een jaar. Na deze verhuurperiode vertrok Arzamendia definitief bij Cádiz, toen hij voor drieënhalf jaar tekende bij Estudiantes.

## Clubstatistieken
| Seizoen | Club            | Competitie       | Competitie | Competitie | Beker | Beker | Internationaal | Internationaal | Totaal | Totaal |
| Seizoen | Club            | Competitie       | Wed.       | Dlp.       | Wed.  | Dlp.  | Wed.           | Dlp.           | Wed.   | Dlp.   |
| ------- | --------------- | ---------------- | ---------- | ---------- | ----- | ----- | -------------- | -------------- | ------ | ------ |
| 2015    | Cerro Porteño   | Liga Paraguaya   | 1          | 0          | 0     | 0     | —              | —              | 1      | 0      |
| 2016    | Cerro Porteño   | Liga Paraguaya   | 3          | 0          | 0     | 0     | —              | —              | 3      | 0      |
| 2017    | Cerro Porteño   | Liga Paraguaya   | 13         | 0          | 0     | 0     | 1              | 0              | 14     | 0      |
| 2018    | Cerro Porteño   | Liga Paraguaya   | 31         | 4          | 0     | 0     | 8              | 1              | 39     | 5      |
| 2019    | Cerro Porteño   | Liga Paraguaya   | 26         | 0          | 0     | 0     | 9              | 1              | 35     | 1      |
| 2020    | Cerro Porteño   | Liga Paraguaya   | 19         | 0          | 0     | 0     | 4              | 0              | 23     | 0      |
| 2021    | Cerro Porteño   | Liga Paraguaya   | 10         | 2          | 0     | 0     | 6              | 0              | 16     | 2      |
| 2021/22 | Cádiz           | Primera División | 14         | 1          | 3     | 0     | —              | —              | 17     | 1      |
| 2022/23 | Cádiz           | Primera División | 12         | 0          | 1     | 0     | —              | —              | 13     | 0      |
| 2023    | → Cerro Porteño | Liga Paraguaya   | 19         | 3          | 2     | 0     | —              | —              | 21     | 3      |
| 2024    | → Cerro Porteño | Liga Paraguaya   | 20         | 0          | 0     | 0     | 6              | 0              | 26     | 0      |
| 2024    | Estudiantes     | Primera División | 0          | 0          | 0     | 0     | 0              | 0              | 0      | 0      |
| Totaal  | Totaal          | Totaal           | 168        | 10         | 6     | 0     | 34             | 2              | 208    | 12     |

Bijgewerkt op 28 juli 2024.

## Interlandcarrière
Arzamendia maakte zijn debuut in het Paraguayaans voetbalelftal op 26 maart 2019, toen een vriendschappelijke wedstrijd tegen Mexico met 4–2 verloren werd. Namens Mexico scoorde Jonathan dos Santos, waarna Gustavo Gómez een eigen doelpunt maakte en Javier Hernandéz de voorsprong naar 3–0 bracht. Hernán Pérez en Derlis González scoorden namens Paraguay tegen en ten slotte zorgde Luis Montes voor het slotakkoord: 4–2. Arzamendia mocht van bondscoach Eduardo Berizzo in de basis beginnen en hij speelde het gehele duel mee. De andere Paraguayaanse debutant dit duel was Carlos González (UNAM Pumas).
| Interlands van Santiago Arzamendia voor Paraguay | Interlands van Santiago Arzamendia voor Paraguay | Interlands van Santiago Arzamendia voor Paraguay | Interlands van Santiago Arzamendia voor Paraguay | Interlands van Santiago Arzamendia voor Paraguay | Interlands van Santiago Arzamendia voor Paraguay | Interlands van Santiago Arzamendia voor Paraguay |
| №                                                | Datum                                            | Wedstrijd                                        | Uitslag                                          | Competitie                                       | Goals                                            |                                                  |
| Als speler bij Cerro Porteño                     | Als speler bij Cerro Porteño                     | Als speler bij Cerro Porteño                     | Als speler bij Cerro Porteño                     | Als speler bij Cerro Porteño                     | Als speler bij Cerro Porteño                     | Als speler bij Cerro Porteño                     |
| ------------------------------------------------ | ------------------------------------------------ | ------------------------------------------------ | ------------------------------------------------ | ------------------------------------------------ | ------------------------------------------------ | ------------------------------------------------ |
| 1                                                | 26 maart 2019                                    | Mexico – Paraguay                                | 4 – 2                                            | Vriendschappelijk                                |                                                  |                                                  |
| 2                                                | 9 juni 2019                                      | Paraguay – Guatemala                             | 2 – 0                                            | Vriendschappelijk                                |                                                  |                                                  |
| 3                                                | 16 juni 2019                                     | Paraguay – Qatar                                 | 2 – 2                                            | Copa América 2019                                |                                                  |                                                  |
| 4                                                | 19 juni 2019                                     | Argentinië – Paraguay                            | 1 – 1                                            | Copa América 2019                                |                                                  |                                                  |
| 5                                                | 23 juni 2019                                     | Colombia – Paraguay                              | 1 – 0                                            | Copa América 2019                                |                                                  |                                                  |
| 6                                                | 27 juni 2019                                     | Brazilië – Paraguay                              | 0 – 0                                            | Copa América 2019                                |                                                  |                                                  |
| 7                                                | 14 november 2019                                 | Bulgarije – Paraguay                             | 0 – 1                                            | Vriendschappelijk                                |                                                  |                                                  |
| 8                                                | 19 november 2019                                 | Saoedi-Arabië – Paraguay                         | 0 – 0                                            | Vriendschappelijk                                |                                                  |                                                  |
| 9                                                | 3 juni 2021                                      | Uruguay – Paraguay                               | 0 – 0                                            | WK 2022 kwalificatie                             |                                                  |                                                  |
| 10                                               | 8 juni 2021                                      | Paraguay – Brazilië                              | 0 – 2                                            | WK 2022 kwalificatie                             |                                                  |                                                  |
| 11                                               | 14 juni 2021                                     | Paraguay – Bolivia                               | 3 – 1                                            | Copa América 2021                                |                                                  |                                                  |
| 12                                               | 21 juni 2021                                     | Argentinië – Paraguay                            | 1 – 0                                            | Copa América 2021                                |                                                  |                                                  |
| 13                                               | 24 juni 2021                                     | Chili – Paraguay                                 | 0 – 2                                            | Copa América 2021                                |                                                  |                                                  |
| 14                                               | 2 juli 2021                                      | Peru – Paraguay                                  | 3 – 3 (4 – 3 n.s.)                               | Copa América 2021                                |                                                  |                                                  |
| Als speler bij Cádiz                             |                                                  |                                                  |                                                  |                                                  |                                                  |                                                  |
| 15                                               | 2 september 2021                                 | Ecuador – Paraguay                               | 2 – 0                                            | WK 2022 kwalificatie                             |                                                  |                                                  |
| 16                                               | 5 september 2021                                 | Paraguay – Colombia                              | 1 – 1                                            | WK 2022 kwalificatie                             |                                                  |                                                  |
| 17                                               | 7 oktober 2021                                   | Paraguay – Argentinië                            | 0 – 0                                            | WK 2022 kwalificatie                             |                                                  |                                                  |
| 18                                               | 10 oktober 2021                                  | Chili – Paraguay                                 | 2 – 0                                            | WK 2022 kwalificatie                             |                                                  |                                                  |
| 19                                               | 14 oktober 2021                                  | Bolivia – Paraguay                               | 4 – 0                                            | WK 2022 kwalificatie                             |                                                  |                                                  |
| 20                                               | 27 januari 2022                                  | Paraguay – Uruguay                               | 0 – 1                                            | WK 2022 kwalificatie                             |                                                  |                                                  |
| 21                                               | 1 februari 2022                                  | Brazilië – Paraguay                              | 4 – 0                                            | WK 2022 kwalificatie                             |                                                  |                                                  |
| 22                                               | 10 juni 2022                                     | Zuid-Korea – Paraguay                            | 2 – 2                                            | Vriendschappelijk                                |                                                  |                                                  |
| 23                                               | 23 september 2022                                | Verenigde Arabische Emiraten – Paraguay          | 0 – 1                                            | Vriendschappelijk                                |                                                  |                                                  |

Bijgewerkt op 28 juli 2024.